# Andricus quercuscorticis
Andricus quercuscorticis är en stekelart som först beskrevs av Carl von Linné 1761.  Andricus quercuscorticis ingår i släktet Andricus, och familjen gallsteklar. Arten är reproducerande i Sverige.